# 珍珠娘娘
珍珠娘娘是潮汕地區的鄉土神，在陸豐玄武山元山寺有供奉珍珠娘娘。

## 珍珠娘娘簡介
珍珠娘娘相傳是天地所養育的靈珠，經通天教主點化後成人身。由一顆靈珠幻化成三位娘娘，模樣為頭戴鳳冠，身穿紅袍，如少女般端正典雅。教主賜名此三位仙女：雲霄、瓊霄和碧霄之名，在中國北方稱三霄娘娘，而潮汕地區則稱珍珠娘娘。
珍珠娘娘本為天地所孕育，通天教主所點化而來。為知恩圖報，便拜天為父皇，拜地為母后，拜三清道祖和九天玄女為師，得到九天玄女傳授的法術。有保嬰護童救婦等等神力。娘娘慈悲濟世，常顯靈幫助百姓。
玉皇上帝因三位娘娘的本性慈悲，便收為義女。有一日，三位娘娘雲游到廣東潮陽，雖然風景秀麗，民風純樸，但此處天氣無常，老者小孩體虛，難以健康；患有天花，水痘，麻疹等疾病無藥可醫。娘娘便將此情景稟報給玉帝。由於潮汕百姓虔誠善良，於是玉帝命令娘娘顯聖，救助孩童天花水痘麻疹等疾病，老少男女病症之事。娘娘是靈珠所化，貌似珍珠，玉帝便封三仙娘娘為「輔國庇民保嬰護童大慈司疹靈顯珍珠娘娘，珠珍娘娘，寶珠娘娘」。三位娘各司其職，珍珠娘娘主司天花疾病，珠珍娘娘主司水痘疾病，寶珠娘娘主司麻疹疾病。
在潮汕地區的廟宇，珍珠娘娘一般做為陪祀神明，早期若有鄉鎮出現天花病毒，信眾便會抬著珍珠娘娘的神像巡遊，以收鎮壓之效。在潮汕一帶，珍珠娘娘還被奉為治水之神，但在香港，崇拜珍珠娘娘的善信均以祈求兒童平安為主。
在香港，只有佐敦谷的福德伯公廟，油塘福德堂和葵涌關帝古廟供奉珍珠娘娘。